# Корниловка (Казахстан)
Корни́ловка (каз. Корнилов) — село у складі Карасуського району Костанайської області Казахстану. Входить до складу Люблінського сільського округу.
Населення — 136 осіб (2021; 182 у 2009, 218 у 1999, 267 у 1989).